# Епископ милешевски Василије
Василије (световно Василије Веиновић; Подгорје код Вишеграда, 4. април 1928 — Манастир Милешева, 26. јул 1997) био је епископ милешевски.
Био је епископ за западну Европу од 1979. до 1991. и епископ за Аустралију и Нови Зеланд од 1991. до 1994.

## Биографија
Рођен је 4. априла 1928. године у Подгорју, завршио је Богословију Светих Кирила и Методија у Призрену, а потом, 1948. године, као сабрат манастира Дечани, био је замонашен у ставропигијалном манастиру Пећка патријаршија. Као стипендиста „Апостолики диаконија” провео је две године (1958—1960) на студијама у Атини. Од 1960. до 1971. године служио је као старешина Саборне цркве Светог Саве у Њујорку.

## Епископ
За епископа за западну Европу, тадашње Слободне српске православне цркве, изабран је 1979. године.
На том положају је остао до 1991. године, када је изабран за епископа за Аустралију и Нови Зеланд Слободне српске православне цркве, потоње Новограчаничке митрополије. Након превазилажења раскола у Српској православној цркви и ступања у евхаристијско јединство, Свети архијерејски сабор Српске православне цркве, 1994. године, бира епископа Василија за другог епископа новообновљене Епархије милешевске, где је остао све до своје смрти.
Преминуо је на празник Светог благовесника Архангела Гаврила, 26. јула 1997. године. Опело је одржао патријарх Павле, уз саслужење 12 епископа, 29. јула 1997. године, у манастиру Милешеви.